# Karel Belcredi
Karel Jiří Belcredi (24. září 1893 Líšeň – 18. září 1972 Vídeň), celým jménem Karel Jiří Richard Max Belcredi, byl moravský šlechtic z rodu Belcredi.

## Život
Narodil se 24. září 1893 v Líšni (dnes součást Brna) jako syn poslance Říšské rady a Moravského zemského sněmu, hraběte Ludvíka Egberta Belcrediho (1856–1914) a jeho manželky Marie von Franckenstein (1859–1938). Měl šest sourozenců. Byl vychováván na jezuitském gymnáziu.
Spravoval statek a zámek Líšeň, který ovšem nevlastnil. V roce 1926 přespal majetek na nejstaršího syna Ludvíka Huga. Byl předsedou (nebo jednatelem) Svazu moravských velkostatkářů. Byl vynikajícím zemědělským odborníkem a ekonomem. Např. velkostatek rodu Salmů v Rájci nad Svitavou zachránil před bankrotem. Byl aktérem všech tří deklarací české šlechty v letech 1938 a 1939 a prohlášení v září 1939 podepsali i jeho bratři Richard (1891–1956) a Jindřich (1902–1973). Za války byla na líšeňský velkostatek uvalena nucená správa.
Od roku 1940 zastával Karel Belcredi paradoxně čelný post Moravské zemské skupiny v rámci Českého svazu pro spolupráci s Němci (ČSSN). Jeho nominace i jmenování souvisely s taktikou Emila Háchy mít tuto kolaborantskou organizaci pod kontrolou.[zdroj?] Protektorátní prezident nechtěl připustit, aby se vedoucích pozic chopili pravicoví extremisté. Karel Belcredi pak v tomto duchu pokračoval na Moravě. Nepřijímal žádosti o členství od osob, u kterých předpokládal upřímné sepětí s nacistickou říší, zakládal fiktivní okresní pobočky, které nevykazovaly žádnou činnost a důsledně hájil autonomii Moravské zemské skupiny. Ta byla díky ní dlouhé měsíce imunní vůči mediálním kritikům i moravským kolaborantům, kteří si v Praze stěžovali na pasivitu.
Po skončení války byl rodině navrácen majetek. Po komunistickém převratu v květnu 1948 emigroval s manželkou a nejmladším synem do Rakouska. Po epizodě ve Francii a Bavorsku se přestěhoval zpět do Rakouska. Ve Vídni se stal ředitelem továrny na zpracování dřevotřísky NOVOPAN a.s. Do Líšně se už on ani manželka nikdy nepodívali.

## Rodina
Karel Belcredi se 5. června 1920 v Letovicích oženil s Theresií Marií Elisabeth Helenou Antonií Venerandou Kálnoky de Köröspatak (14. listopadu 1893 Olomouc – 8. října 1969 Vídeň), dcerou Huga Leopolda hraběte Kálnoky de Köröspatak (1844–1928) a jeho druhé manželky Marie hraběnky zu Herberstein (1857–1943). Jejím koníčkem byla péče o park v Líšni, prosadila pěstování chřestu, který se vyvážel do Vídně. Mluvila perfektně anglicky. Měli spolu pět potomků (čtyři syny a jednu dceru):
- 1. Ludvík Hugo Egbert Richard Jiří Josef (1. březen 1921 Líšeň – 19. srpen 1981 Brno), adoptován strýcem Richardem, zůstal v Česku i během komunismu.
  - ∞ (9. prosinec 1949 Křtiny) Miloslava Králová (* 9. prosinec 1929 Líšeň), zrestituovala zámek Líšeň, jejich potomci:
  - Karel (* 29. prosince 1950), lékař
  - Ludvík (* 25. června 1954 Brno), archeolog
- 2. Marie Therese (23. dubna 1922 – 3. června 1978 Breuilpont)
  - ∞ (25. června 1949 Breuilpont, církevně 29. června 1949 Paříž) Jan Nepomuk Lobkowicz (25. prosince 1920 Křimice – 10. února 2000 Breuilpont)
- 3. Hugo Ludvík Karel Andrian-Belcredi (* 13. květen 1923 Líšeň), adoptován v roce 1936 Leopoldem svobodným pánem von Andrian-Werburg (9. května 1875 Berlín – 19. listopadu 1951 Fribourg), zrestituoval zámek v Jimramově.
  - ∞ (8. prosince 1949 Brno) Marie Kouřilová (* 2. července 1930 Brno), jejich potomci:
  - Marie Therese (* 16. prosince 1952 Lustenau bei Bregenz)
  - Anna Marie (* 5. února 1954 Mnichov)
- 4. Richard Mořic Karel (28. srpna 1926 Brno – 20. prosince 2015 Prostějov). Emigroval v roce 1949, redaktor rádia Svobodná Evropa (1953–1983). Český velvyslanec ve Švýcarsku (1994–1998). Zrestituoval zámek Brodek u Prostějova.
  - ∞ (5. června 1952 Traunkirchen) Mabile Therese Gabrielle Michaela Maria de Rohan-Guémenée (2. října 1924 Sychrov – 22. ledna 1982 Mnichov), jejich potomci:
  - Richard Alain Karl Alois Michael (* 8. května 1953)
  - Alain Alexander (* 30. října 1957)
- 5. Egbert Alexander Antonín de Padua Bedřich (* 17. července 1938 Brno), emigroval s rodiči v roce 1948.